# Bhopáli katasztrófa
Koordináták: é. sz. 23° 16′ 51″, k. h. 77° 24′ 38″23.280833°N 77.410556°E

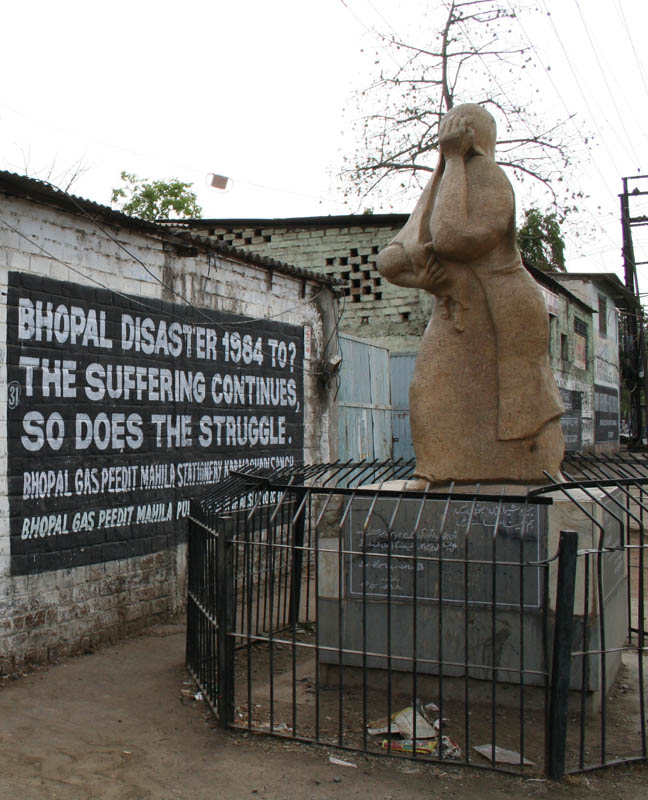
Emlékmű Bhopalban azok tiszteletére, akik 1984-ben mérgező gázok kiáramlása miatt haltak meg

A bhopáli katasztrófa egy 1984. december 3-án, a reggeli órákban bekövetkezett vegyi üzemi baleset  Bhopál város szívében (India), Madhja Prades államban. A Union Carbide növényvédő szert gyártó leányvállalata 40 tonna metil-izocianát (MIC) gázt bocsátott ki, közel 3000 ember azonnali, és 15 000–22 000 ember későbbi halálát okozva.

## A katasztrófa leírása
Hajnalban a Union Carbide üzeméből fehér felhő szállt fel. Senki nem sejtette, hogy ez a kis képződmény hamarosan emberek ezreinek halálát okozza.
A mérgező felhő rövid idő alatt ráterült a város jelentős részére, és a szélcsendben kb. 40 négyzetkilométernyi területen nagy mérgezőanyag-koncentráció alakult ki.
Az emberek arra ébredtek, hogy nem kapnak levegőt, fuldokolnak. Pillanatok alatt pánik tört ki, sérültek ezrei lepték el a kórházakat. Az orvosok azt azonnal megállapították, hogy mérgezéssel van dolguk, azonban a mérgező anyag mivoltáról semmit nem tudtak. Sokaknak nem volt erejük arra sem, hogy orvoshoz menjenek. Az áldozatok egyharmada gyermek volt.
A kiszabadult anyag metil-izocianát volt, amit helyben gyártottak mint növényvédőszer-alapanyagot. 
A hivatalos vizsgálat hónapokat vett igénybe, és egymásnak ellentmondó megállapításokat tartalmazott. Egyértelmű magyarázatot nem találtak a balesetet kiváltó okra.

## A katasztrófa következményei
Feltehetőleg kb. 20.000 ember vesztette életét.